# 메카주

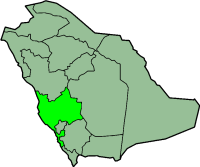

메카주(아랍어: منطقة مكة) 또는 마카주는 사우디아라비아 서부에 위치한 주로, 사우디아라비아에서 인구가 가장 많은 주이며 사우디아라비아에서 가장 긴 해안선을 갖고 있다. 주도는 이슬람교의 성지 가운데 하나인 메카이며 면적은 164,000km2, 인구는 5,797,971명(2004년 기준)이다. 메카주에서 가장 큰 도시인 지다는 사우디아라비아 최대의 항구 도시이기도 하다.